# Алма-Арасан (ущелье)
Алма-Арасан — живописное горное ущелье, находится на юго-западе Алма-Аты. Расположено на высоте 1780 м на северном склоне Заилийского Алатау. По ущелью течёт река Проходная, приток Большой Алматинки. На высоте 3609 метров над уровнем моря ущелье оканчивается перевалом «Алматы» (Проходной 1А 3600 м).

## Описание
Характеризуется горно-луговым ландшафтом и расчленённым рельефом. Широко распространены граниты, гранодиориты. В окрестности ущелья растут еловый лес, разнообразные травы и кустарники (малина, жимолость, шиповник, боярышник). Климат в ущелье — горный, много безоблачных дней. Через ущелье протекает левый приток Большой Алматинки, река Проходная. В ущелье на поверхность выходят известные Алма-Арасанские термально-радоновые серные источники. На склонах реки Проходной в 1931 году были зафиксированы 16 источников, на базе которых в том же году был основан бальнеологический курорт Алма-Арасан. За последние годы большая часть источников исчезла.
На июль 2016 ущелье Алмарасан недоступно с низу, мост на тропе вдоль реки смыт, тропа через бывший санаторий Алмарасан перекрыта частной территорией, охраняемой мужчинами с автоматами. Частная территория простирается на несколько десятков гектар, обнесена забором и захватывает все пространство склона от обрыва реки до скал.
В ноябре 2019 года вокруг водопада Девичьи слезы и термального источника появились шесть безопасных пешеходных мостов через реку Проходная, отреставрирована лестница и организована воркаут-площадка.

## Название
Название ущелья происходит от слов казахского языка, что в переводе означает Алма — яблоко и Арасан — тёплый источник, так как в этой горной местности с древних времен на поверхность выклинивались тёплые источники и произрастали дикие яблони.

## Угроза окружающей среде
В 1990-х годах был приватизирован расположенный в ущелье знаменитый санаторий Алма-Арасан, через сопредельную территорию которого проходил общественный туристический маршрут (тропа) на озеро Иссык-Куль. В 2007 году под предлогом реконструкции санатория, огромные площади ущелья вокруг санатория, включая тропу на Иссык-Куль не относящееся к санаторию были перегорожены (закрыты) высоким забором с колючей проволокой и выставлена охрана. Сообщалось что в 2010 году реконструкция будет закончена, но после ремонта санаторий так и не открыл двери для посетителей и туристов. Общественная территория вокруг санатория по-прежнему недоступна для отдыхающих и представляет закрытую частную зону отдыха.
В сентябре 2011 года сообщалось о сносе 26 кафе в Алма-Арасанском ущелье.

## Галерея

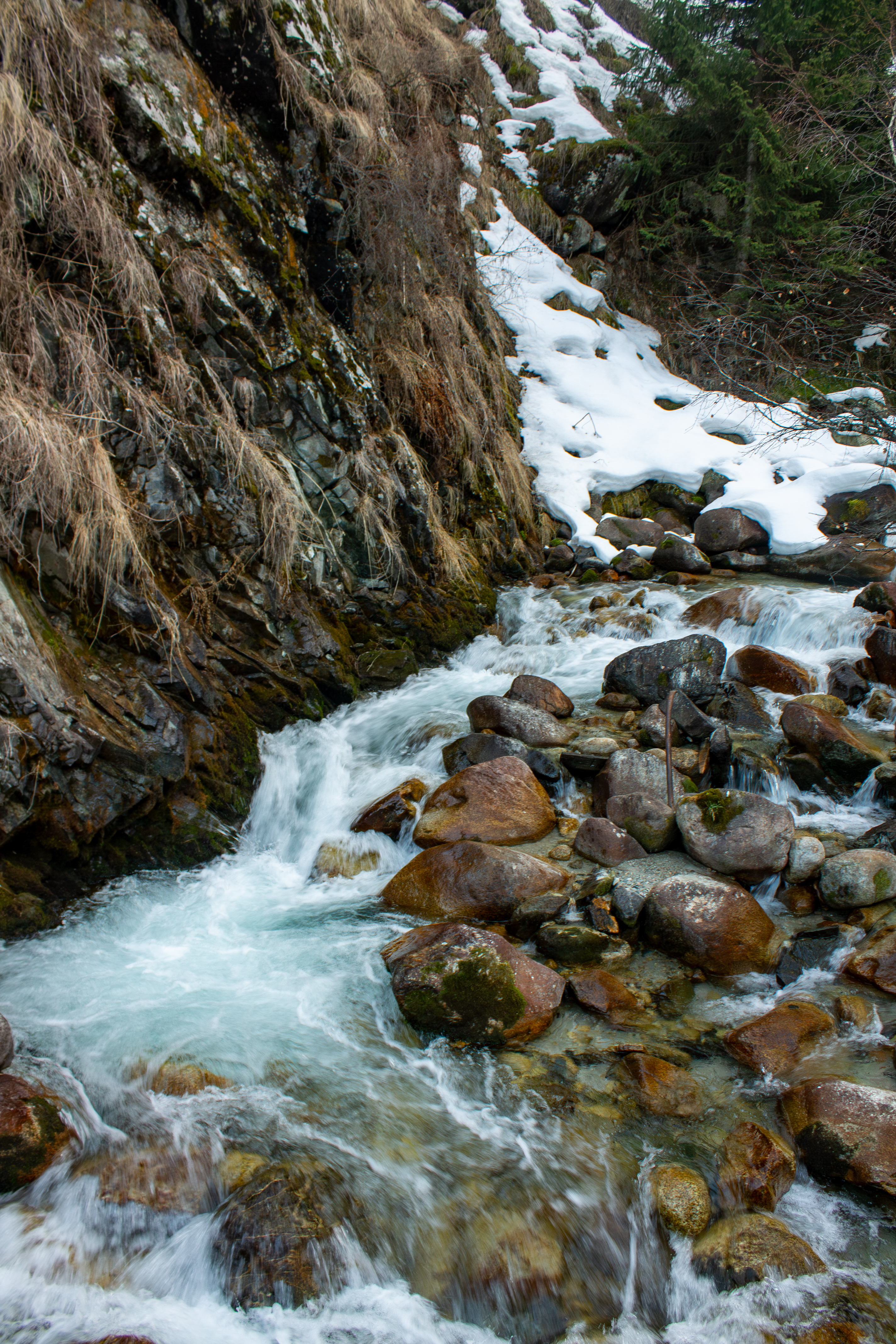
Горная река зимой
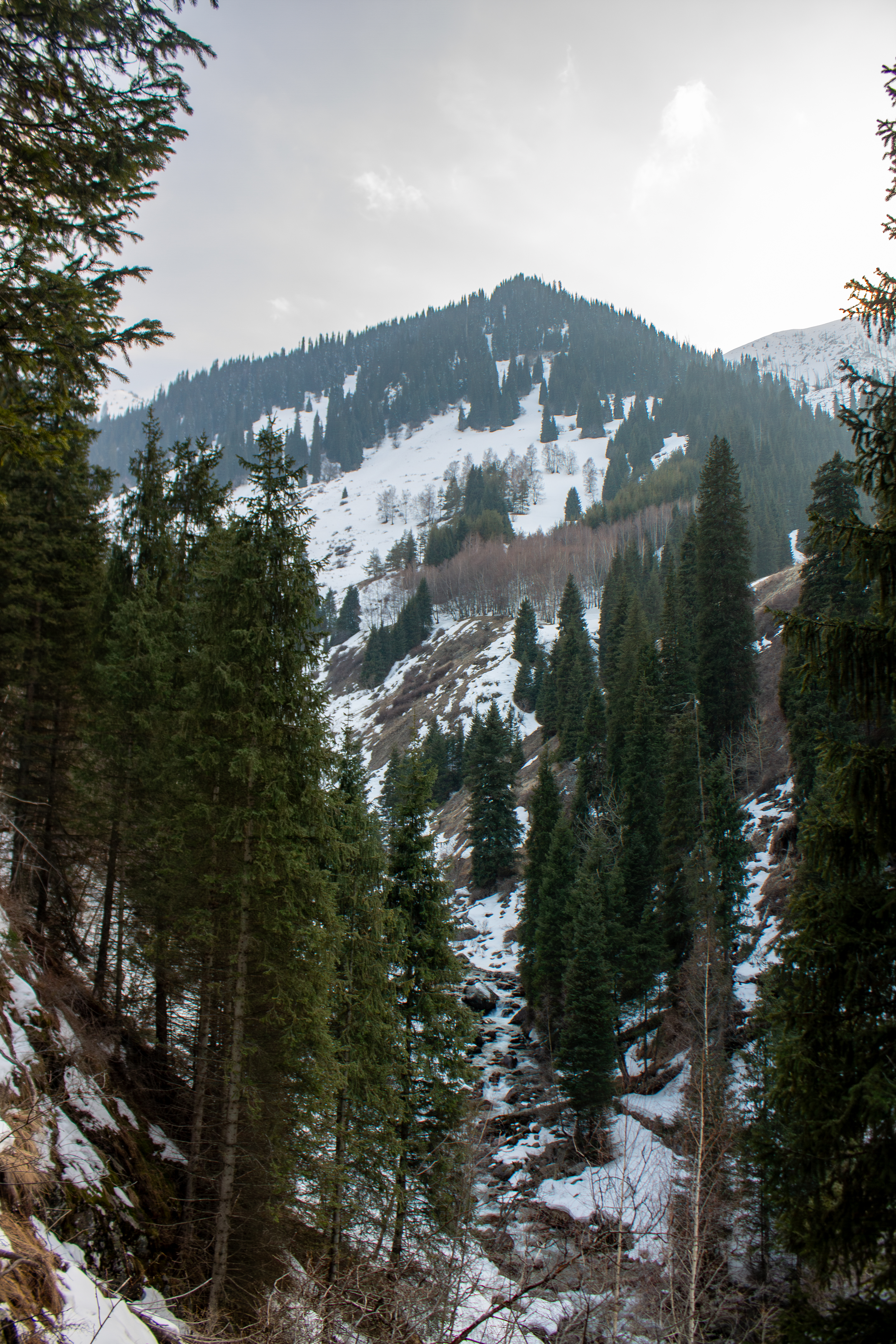
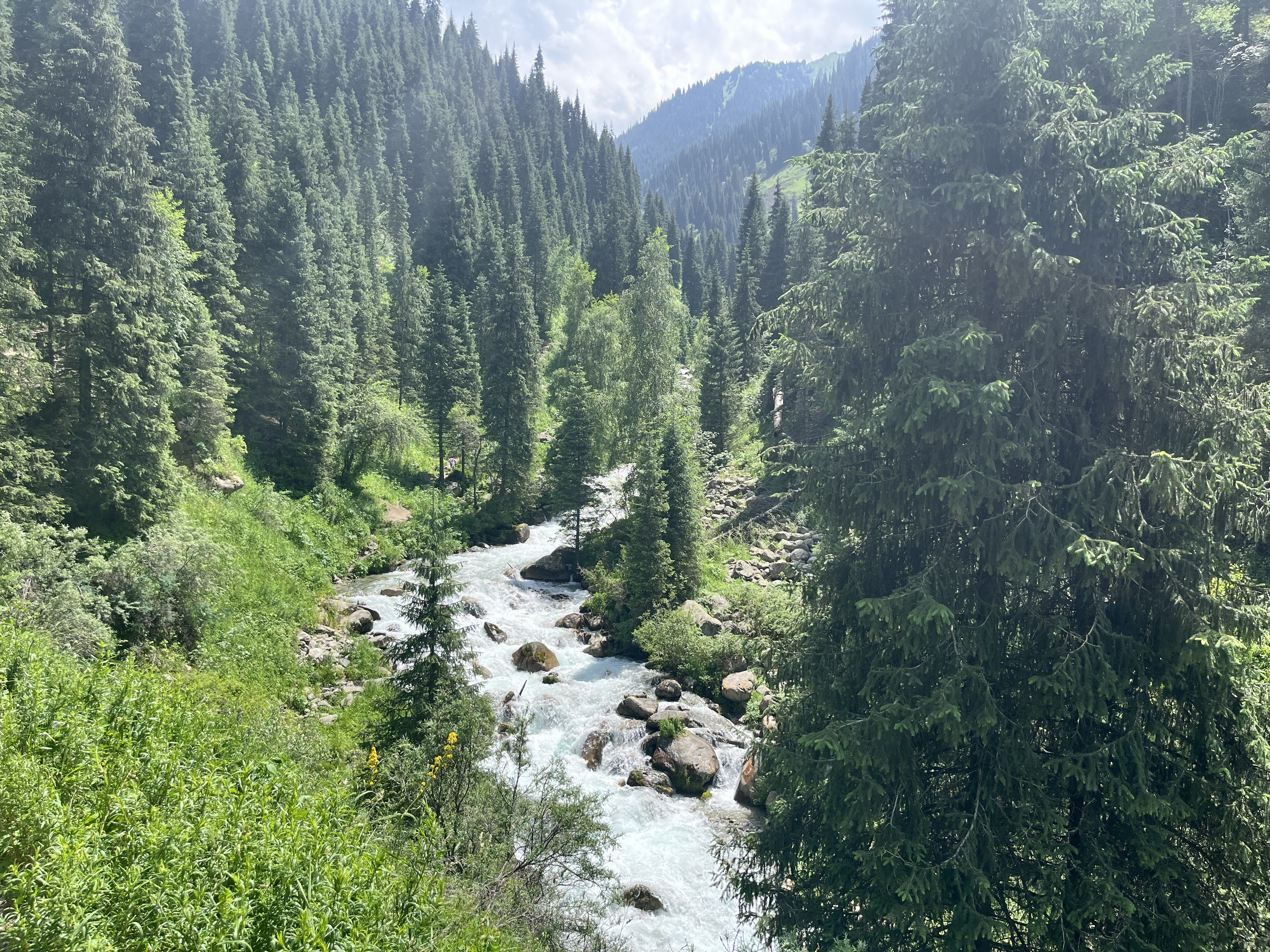
Ущелье Алма-Арасан летом
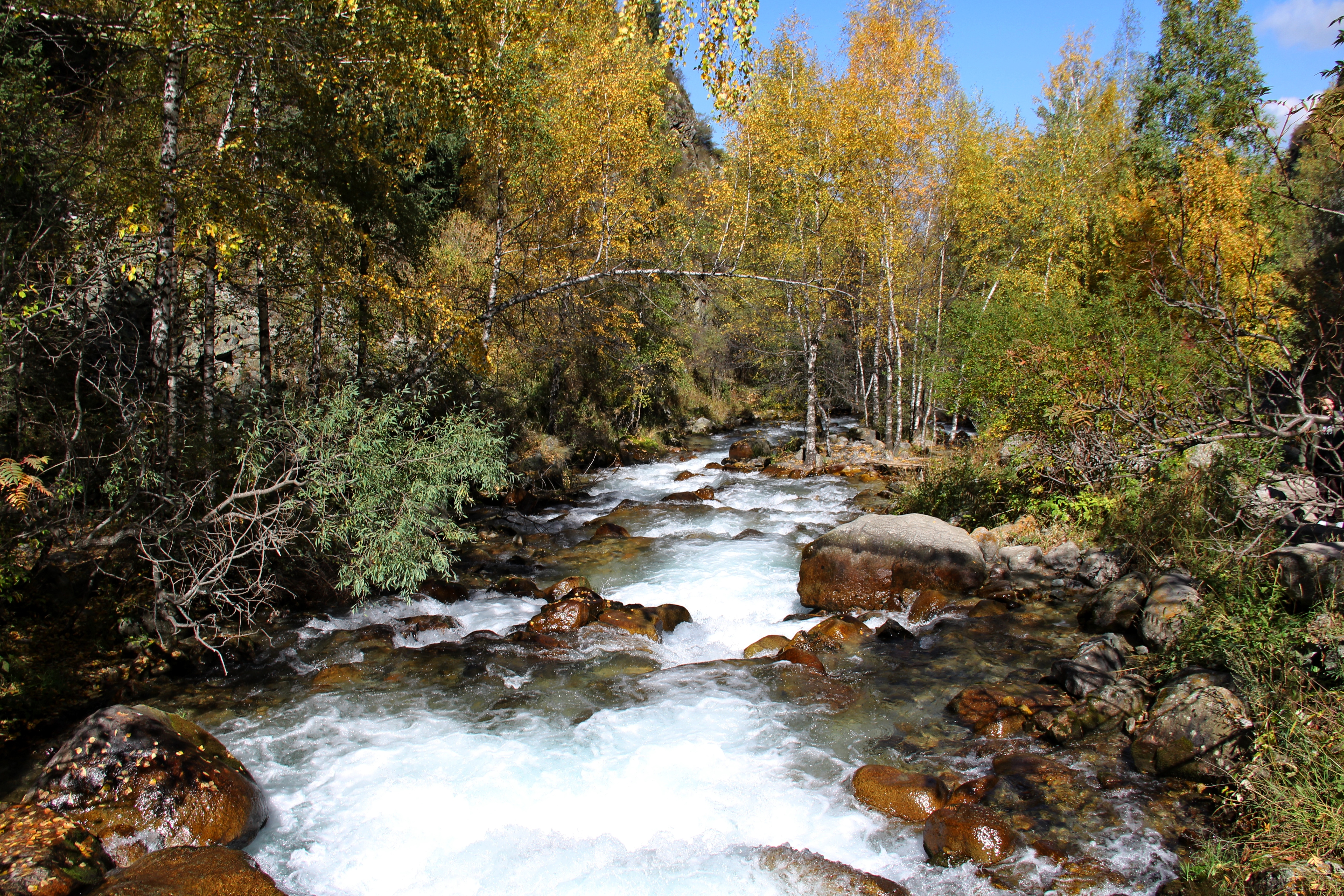
Осенний пейзаж
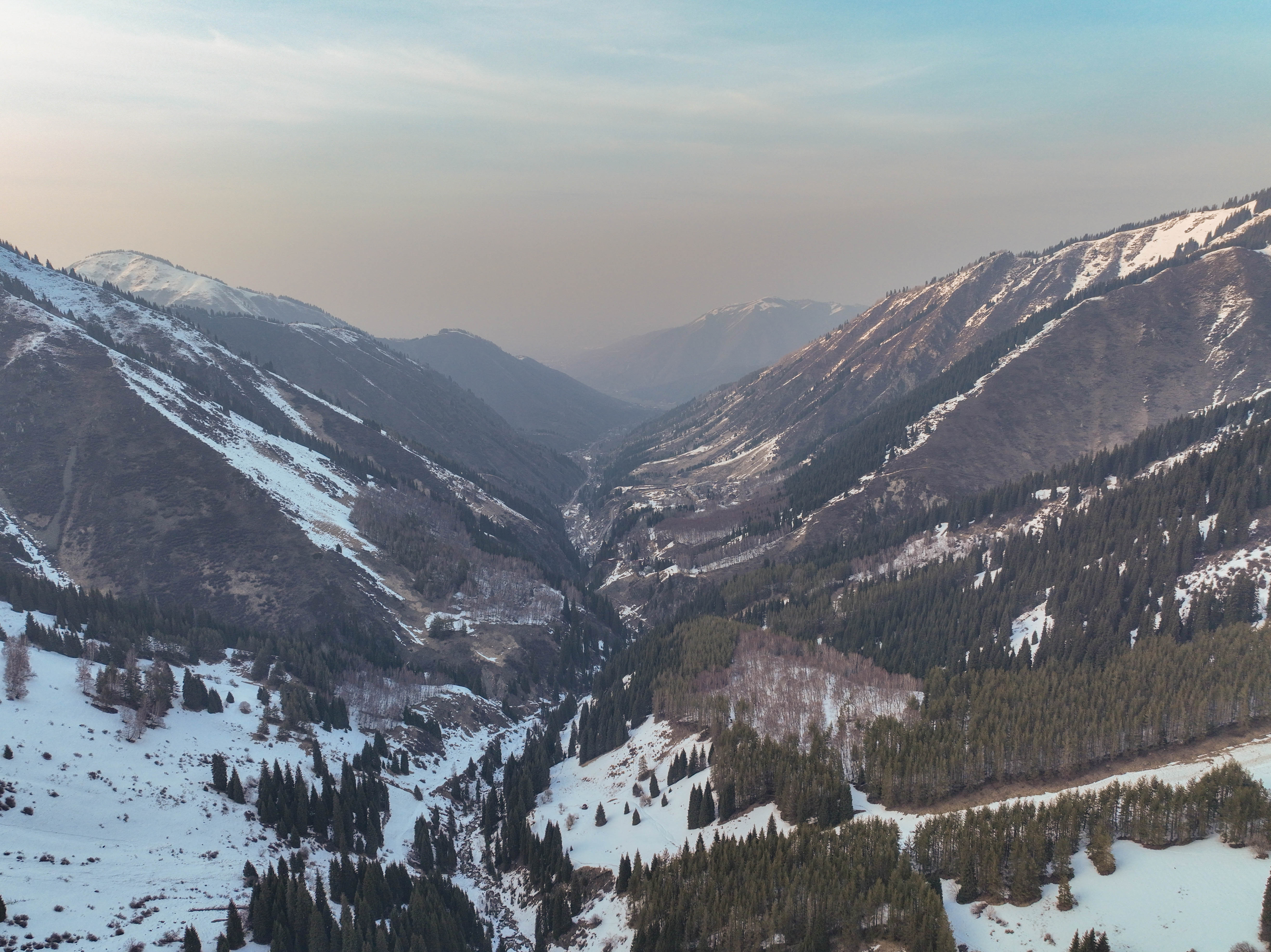
Зимняя панорама